# Phylloscopus umbrovirens
Il luì bruno (Phylloscopus umbrovirens (Rüppell, 1840)) è un uccello passeriforme della famiglia Phylloscopidae.

## Distribuzione e habitat
È nativo delle zone afromontane orientali. Il suo habitat naturale sono le foreste boreali, le foreste del piano montano inferiore nelle aree sia tropicali che subtropicali e nelle aree ricche di arbusti delle aree tropicali o subtropicali a clima secco.
L'areale del luì bruno è piuttosto vasto (quasi 4 milioni di km quadrati). La sua popolazione complessiva sembra essere stabile, anche se non ne è stata elaborata una stima precisa. La lista rossa IUCN del 2016 classifica l'animale a rischio minimo di estinzione.
È stata documentata la presenza di P. umbrovirens in Repubblica Democratica del Congo, Gibuti, Etiopia, Eritrea, Kenya, Uganda, Ruanda, Somalia, Sudan del Sud, Tanzania, Arabia Saudita e Yemen.